# ذعاقة
الذَّعَّاقَة هو جنس صغير من النباتات العشبية المعمرة والدوفصية في الفصيلة النرجسينة. يتكون من نوعين مؤكدين موزعين عبر جنوب إفريقيا إلى كينيا وأوغندا. يرتبط ارتباطًا وثيقًا بـ Crossyne  أنواعه تتحمل قليلًا الجفاف وهي شديدة السمية للماشية. أزهارها شبه قمعية الشكل شراعيفها ثنائية المصراع. أشهر أنواعه ذعاقة سامة.